# Stevens Knabenkraut
Stevens Knabenkraut (Orchis stevenii) ist eine seltene und stark bedrohte Pflanzenart aus der Gattung der Knabenkräuter (Orchis) in der Familie der Orchideengewächse (Orchidaceae).

## Beschreibung
Diese ausdauernde, krautige Pflanze erreicht Wuchshöhen zwischen 20 und 50 cm. Am Grund des Stängels befinden sich zwei bis fünf lanzettliche Grundblätter und in der unteren Hälfte des Stängels findet man weiterhin zwei bis drei scheidige Blätter.
Der zylindrische, reich- und lockerblütige Blütenstand wirkt meist langgestreckt. Die Tragblätter sind sehr kurz. Die Blütenhüllblätter neigen sich helmförmig zusammen. Die schmal eiförmigen Kelchblätter sind außen rosa und innen dunkel geadert. Die linealischen Kronblätter sind kürzer als die Kelchblätter. Die tief dreilappige Lippe erscheint rosa bis blassviolett mit dunklen Haarbüscheln. Der Seitenlappen ist linealisch und der Zipfel des Mittellappens ist rundlich-rhombisch geformt. Der zylindrische Sporn ist abwärts gerichtet.
Die Hauptblütezeit erstreckt sich von Mitte Mai bis Ende Juni.

## Standort und Verbreitung
Man findet diese Art auf ungedüngten Fett- und Feuchtwiesen mit frischen bis feuchten, basenreichen Böden in einer Höhe von 600 bis 1900 m NN.
Das Verbreitungsgebiet erstreckt sich über den asiatischen Teil der Türkei. Die Hauptverbreitung liegt in der Provinz Trabzon. Fundangaben aus dem Iran gehören nicht zu dieser Art, sondern zu Orchis adenocheilae.

## Systematik
Orchis stevenii wurde im Jahr 1849 von Heinrich Gustav Reichenbach beschrieben. Von einigen Autoren wird der Name als Synonym des Helm-Knabenkrauts (Orchis militaris) betrachtet.
Weitere Synonyme sind:
- Orchis punctulata subsp. stevenii (Rchb.f.) H. Sund.
- Orchis militaris subsp. stevenii (Rchb.f.) B.Baumann, H.Baumann, R.Lorenz & Ruedi Peter